# Gymnasium Paulinum (Münster)
Das Gymnasium Paulinum im westfälischen Münster ist das älteste Gymnasium Nordrhein-Westfalens und eine der ältesten Schulen im deutschen Sprachraum sowie in Europa.

## Geschichte

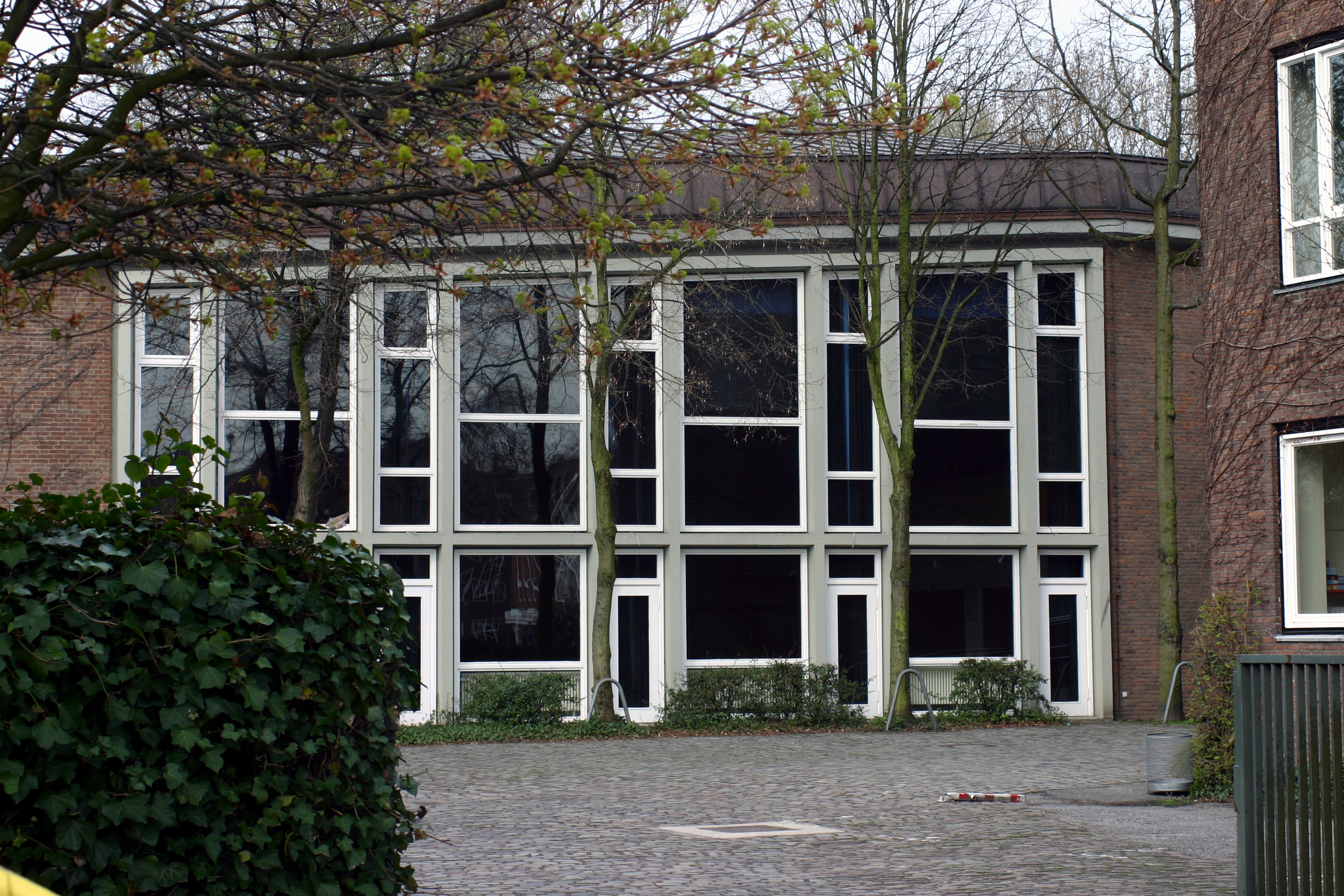
Eingang

Im Jahre 797 soll die Domschule in Münster gegründet worden sein. Dabei kann man sich allerdings nicht auf eine urkundliche Erwähnung berufen, sondern auf einen Erlass Karls des Großen von 789, an allen Klöstern und Bischofssitzen eine Schule einzurichten. Dies dürfte auch in Münster, das damals noch „Mimigernafort“ hieß, der Fall gewesen sein. Das Kloster wurde 797 durch Liudger dem heiligen Paulus geweiht, was als Beginn der schola paulina angesehen wird.
Diese Klosterschule wurde ab circa 1500 durch Rudolf von Langen und Hermann von Kerssenbrock im Sinne des Humanismus reformiert und wurde eine führende Bildungseinrichtung in Nordwestdeutschland mit Ausstrahlung bis in die Niederlande und zur Ostsee.
Im Zuge der Gegenreformation übernahmen 1588 die Jesuiten das Paulinum und führten die Schule bis zur Auflösung des Ordens 1773 im Jesuitenkolleg Münster. Zu dieser Zeit trug die Schule die Bezeichnung Collegium Monasterium.
Danach prägte vor allem Franz von Fürstenberg als Minister und Generalvikar des Fürstbischofs die Umgestaltung des Paulinum im Zeichen der (katholischen) Aufklärung.
Eine enge personelle Verflechtung mit der Universität, deren Grundstein mit der Verleihung der Privilegien einer Landesuniversität im Jahre 1773 gelegt wurde, sorgte für einen hohen Unterrichtsstandard, der das Paulinum auch für die aufgeklärten Schulreformer zum Erprobungsfeld neuer Fächer und Methoden qualifizierte (unter anderem Einführung des Geschichts-, Mathematik- und Erdkundeunterrichts; Aufwertung des deutschen Sprachunterrichts).
Auch als Münster 1815 preußisch wurde, blieb das Paulinum (bzw. das „Königliche Paulinische Gymnasium in Münster“) de facto eine Art Landesgymnasium mit zentraler Funktion: Hier wurden schulische Reformprozesse erprobt, die dann später auch in den anderen Schulen der Region umgesetzt werden sollten.
Erst 1974 übernahm die Stadt Münster das Paulinum, 1978 wurde die Koedukation eingeführt. Seit 2002 nimmt das Gymnasium am Schulversuch Selbstständige Schule teil und ist um ein eigenes Profil bemüht, das sich an der humanistischen Tradition orientiert.
Das Alter des Gymnasium Carolinum in Osnabrück ist mit dem des Paulinums vergleichbar. Daher wird seit 2001 der Titel „Älteste Schule Deutschlands“ im Rahmen eines jährlichen Fußballspiels zwischen diesen beiden Schulen vergeben.
Am 9. Oktober 2007 wurde das Paulinum zusammen mit 15 weiteren Schulen aus Nordrhein-Westfalen als eine der ersten Schulen des Bundeslandes zu einer Europaschule ernannt. Seit April 2009 ist das Paulinum zudem eine „IB World School“ und darf Schüler während der Qualifikationsphase auf das International Baccalaureate Diploma (IB) vorbereiten. Der Unterricht hierfür findet auf Englisch statt.
Auf dem heutigen Gelände der Schule befand sich im Mittelalter der jüdische Friedhof der Stadt Münster. Dieser wurde nach dem Judenpogrom nach der Pestwelle 1350 eingeebnet. Der einzige erhaltene Gedenkstein von 1324 befindet sich in der Synagoge der jüdischen Gemeinde Münsters, nachdem er zwischenzeitlich am neueren jüdischen Friedhof Münsters stand. Hierbei handelt es sich um den ältesten erhaltenen jüdischen Grabstein Westfalens. Der Kunstkurs der Schule entwarf 2015 einen Gedenkstein zur Erinnerung an den Friedhof, der am 29. April 2015 auf dem Gelände der Schule aufgestellt wurde, nachdem die Finanzierung des 4000 Euro teuren Projektes durch einen Förderer aus der Wirtschaft ermöglicht wurde.
Das Motto der Schule lautet auf Latein: Almae dicavere alumni qui fuere (deutsch „Dem Nähren der Zöglinge gewidmet“).

## Sonstiges
Zwischen den Schülern des Gymnasiums Paulinum und denen der übrigen Gymnasien in Münster hat sich in den vergangenen Jahren eine Rivalität entwickelt, welche sich etwa durch Sticker im Stadtraum mit gegen die Schule gerichteten Parolen äußert. Laut der Bezirksschülervertretung „[...] würden die Schüler des Paulinums von Teilen der Schüler anderer Schulen als arrogant dargestellt, andererseits pflegten Teile der Schüler des Paulinums diesen Ruf auch oder kokettieren mit diesem“. Laut dem ehemaligen Schulleiter des Gymnasiums Dr. Gerd Grave komme es bei Schülern anderer Gymnasien nicht immer gut an, wenn Abiturienten des Paulinums mit ihren traditionellen Schulmützen und -flaggen zum Treffen sämtlicher münsterscher Abiturienten am letzten Schultag auf den Domplatz zögen.
Das Paulinum bietet eine Vielzahl an Auslandsaufenthalten seinen Schülern an, unter anderem nach Orléans (Frankreich) und Sevilla (Spanien).

## Bekannte Schüler
- Bernard Altum (1824–1900), Priester, Zoologe, Forstwissenschaftler

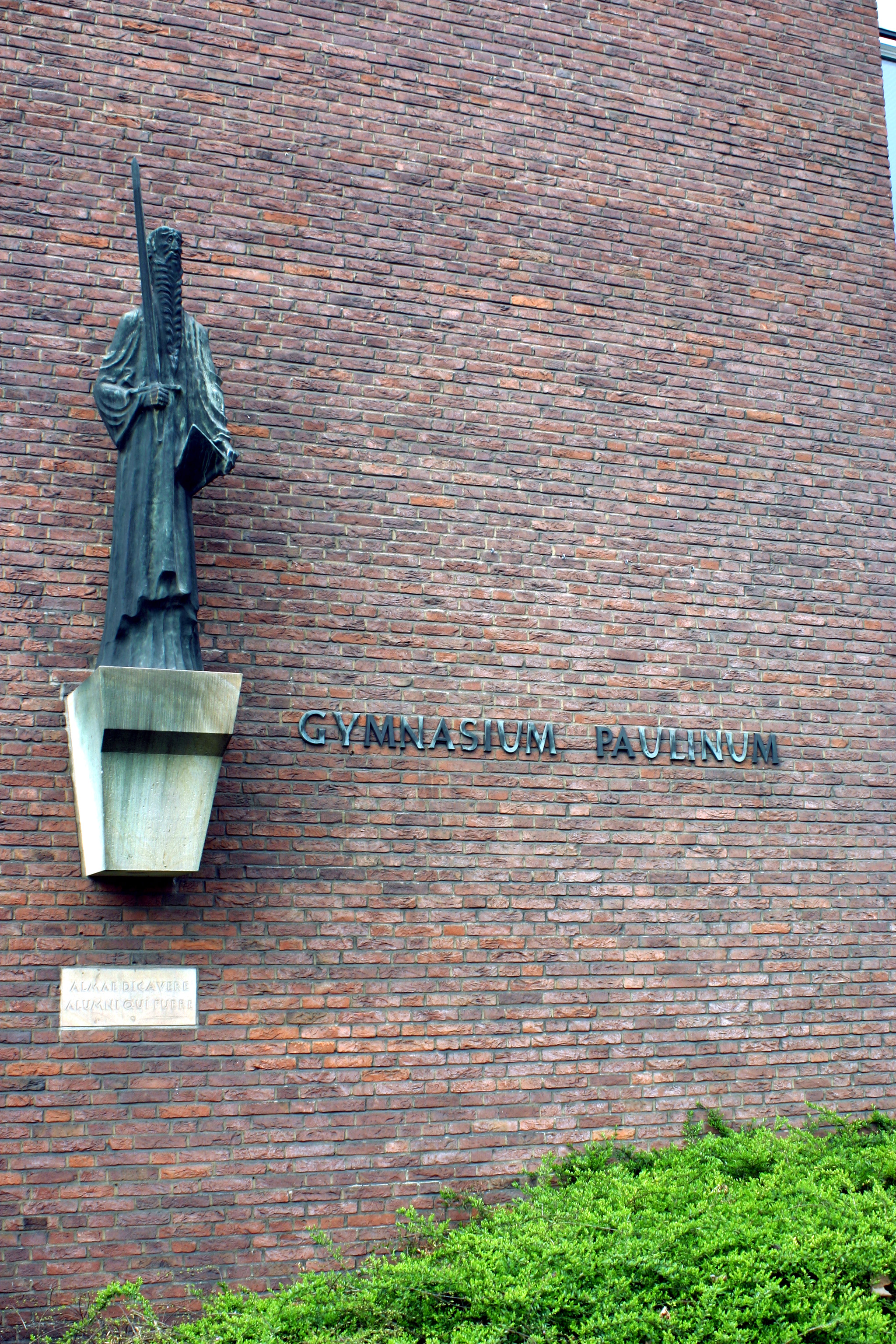
Gymnasium Paulinum

- Josef Annegarn (1794–1843), Theologe, Pädagoge und Professor für Kirchengeschichte und Kirchenrecht
- Everhard Alerdinck (1598–1658), Maler
- Peter Paul Althaus (1892–1965), Schriftsteller und Kabarettist
- Franz Joseph Aloys Antony (1790–1837), katholischer Geistlicher, Kirchenmusiker, Pädagoge und Autor
- Ulrich Battis (* 1944), Rechtswissenschaftler
- Thomas Bille (* 1961), Journalist und Moderator
- Kurt Birrenbach (1907–1987), Politiker
- August Bisping (1811–1884), Theologe
- Johann Bockhorst (1604–1668), Maler der Barockzeit
- Karl Bömer (1900–1942), Ministerialdirigent im Reichspropagandaministerium und Leiter der Pressestelle des Außenpolitischen Amts der NSDAP
- Clemens Maria Franz von Bönninghausen (1785–1864), Homöopath, Botaniker und höherer preußischer Verwaltungsbeamter
- Maximilian Anton von Boeselager (1775–1821), Jurist und Kommunalpolitiker
- Joseph Brockhausen (1809–1886), Jurist und Politiker
- Johann Heinrich Brockmann (1767–1837), römisch-katholischer Theologe, Geistlicher und Hochschullehrer
- Stephan Brüggenthies (* 1968), Autor, Filmemacher und Filmkomponist
- Heinrich Brüning (1885–1970), Politiker der Zentrumspartei und vom 30. März 1930 bis zum 30. Mai 1932 Reichskanzler
- Bernhard Gottfried Bueren (1771–1845), Richter, Übersetzer und Dichter
- Franz Wilhelm Cramer (1815–1903), römisch-katholischer Theologe, Schriftsteller und Weihbischof im Bistum Münster
- Gerhard Cromme (* 1943), Wirtschaftsmanager
- Matthias Davids (* 1962), Regisseur
- Hannes Demming (* 1936 Münster), niederdeutscher Autor, Schauspieler und Sprecher
- Prosper Devens (1834–1882), Mitglied des preußischen Abgeordnetenhauses und Landrat
- Katharina Domschke (* 1978), Psychiaterin und Universitätsprofessorin
- Johann Droste zu Hülshoff (1640–1679), Kanoniker in Fritzlar
- Clemens von Droste zu Hülshoff (1881–1955), Landrat des Landkreises Höxter und Verwaltungsjurist
- Clemens-August von Droste zu Hülshoff (1793–1832), Professor für Rechtsphilosophie, Kirchenrecht und Kriminalrecht sowie Rektor der Universität Bonn
- Ferdinand von Droste zu Hülshoff (1841–1874), Ornithologe und Schriftsteller
- Werner-Constantin von Droste zu Hülshoff (1798–1867), Mitglied des westfälischen Provinziallandtags, Kreisdeputierter und Gutsbesitzer, Mitglied des Malteserordens
- Anton Fahne (1805–1883), Jurist, Historiker, Genealoge, Kunstsammler und -kritiker
- Wilderich Fehrmann (1928–2008), Jurist
- Heinrich Finke (1855–1938), Historiker
- Matthias Foremny (* 1972), Dirigent und Hochschullehrer
- Christoph Bernhard von Galen (1606–1678), katholischer Priester und Fürstbischof von Münster
- Maximilian Gereon von Galen (1832–1908), römisch-katholischer Theologe und Weihbischof im Bistum Münster
- Max Geisberg  (1875–1943), Kunsthistoriker und Museumsdirektor
- Johann Glandorp (1501–1564), Humanist, Pädagoge, Dichter, evangelischer Theologe und Reformator
- Alexej Gorlatch (1988), Pianist
- Max Greve (1815–1873), Verwaltungsjurist
- Horst Groepper (1909–2002), Diplomat
- Heinrich Hart (1855–1906), Autor und naturalistischer Literatur- und Theaterkritiker
- Julius Hart (1859–1930), Dichter und Literaturkritiker des Naturalismus
- Felix von Hartmann (1851–1919), Bischof von Münster und Erzbischof von Köln
- Johann Adolph Hartmann (1680–1744), Historiker und Hochschullehrer
- Julian von Hartmann (1842–1916), preußischer Verwaltungsbeamter, Regierungspräsident des Regierungsbezirks Aurich sowie des Regierungsbezirks Aachen
- Ernst Hase (1889–1968), Maler
- Hermann Hassenkamp (1857–1933), Verwaltungsjurist und Politiker
- Marc Henrichmann (* 1976), Politiker (CDU)
- Anton Henze (1913–1983), Kunsthistoriker, Kulturjournalist und Autor
- Bernhard Hertel (1862–1927), Architekt des Historismus
- Peter Hille (1854–1904), spätromantischer und naturalistischer Schriftsteller
- Heinrich Holkenbrink (1920–1998), Politiker
- Francis Hueffer (1845–1889), deutsch-englischer Musikschriftsteller und Musikkritiker
- Paulus van Husen (1891–1971), Jurist, Offizier, Widerstandskämpfer gegen den Nationalsozialismus und Mitglied der Widerstandsgruppe Kreisauer Kreis
- Georg Arnold Jacobi (1768–1845), Jurist, Verwaltungsbeamter, Autor und Gutsbesitzer
- Johann Heinrich Kalthoff (1803–1839), Hebraist, Pädagoge und Hochschullehrer
- Clemens von Ketteler (1853–1900), Diplomat
- Thomas Kielinger (* 1940), Journalist und Autor
- Theodor Klauser (1894–1984), katholischer Theologe, Liturgiehistoriker, Kirchenhistoriker und Christlicher Archäologe
- Alexander von Kluck (1846–1934), preußischer Generaloberst und Armeeoberbefehlshaber im Ersten Weltkrieg
- Erich Kock (1925–2016), Schriftsteller, Publizist und Autor
- Bernhard Hermann Köckemann (1828–1892), Ordenspriester, Missionar und Apostolischer Vikar der Hawaiischen Inseln
- Maximilian von Korff gen. Schmising (1809–1861), preußischer Landrat
- Bernhard Kötting (1910–1996), katholischer Kirchenhistoriker, Patrologe, Christlicher Archäologe und Rektor der Universität Münster
- Hermann Landois (1835–1905), Zoologieprofessor
- Leonard Landois (1837–1902), Physiologe
- Hermann Löns (1866–1914), Journalist und Schriftsteller
- Felicitas von Lovenberg (* 1974), Verlegerin und Literaturkritikerin
- Anton Lutterbeck (1812–1882), katholischer Theologe und klassischer Philologe
- Eduard Michelis (1813–1855), katholischer Theologe
- Rudolf Morsey (1927–2024), Historiker
- Michael Müller-Wille (1938–2019), Prähistoriker und Rektor der Universität Kiel
- Arnold Münster (1912–1990), Chemiker
- Clemens Münster (1906–1998), Schriftsteller, Journalist und Fernsehdirektor
- Kaspar Offenberg (1809–1879), Politiker, Oberbürgermeister von Münster
- Heinrich Overhage (1806–1873), römisch-katholischer Geistlicher und Schriftsteller
- Clemens Perger (1816–1910), römisch-katholischer Theologe, Lehrer und Politiker
- Josef Pieper (1904–1997), christlicher Philosoph
- Clemens Plassmann (1894–1970), Bankmanager
- Joseph Plassmann (1859–1940), Astronom
- Josef Otto Plassmann (1895–1964), Germanist und Hochschullehrer
- Bernhard Poether (1906–1942), römisch-katholischer Priester des Bistums Münster
- Johann Pollius (um 1490–1562), evangelischer Theologe und Reformator
- Engelbert Reismann (1809–1872), katholischer Priester
- Martin Robbe (1932–2013), Philosoph und Historiker
- Heinrich Roleff (1878–1966), Weihbischof im Bistum Münster
- Johannes von Rudloff (1897–1978), römisch-katholischer Weihbischof in Osnabrück und Bischofsvikar in Hamburg
- Heinrich Salzmann (Apotheker) (1859–1945), Apotheker und pharmazeutischer Standespolitiker
- Peter Schamoni (1934–2011), Filmregisseur und Filmproduzent
- Heinrich Scheve (um 1470–1554), Humanist und römisch-katholischer Geistlicher
- Adolf Schmedding (1856–1937), Jurist, Verwaltungsbeamter und Politiker
- Johann Heinrich Schmedding (1774–1846), Rechtswissenschaftler, preußischer Verwaltungsbeamter und Hochschullehrer
- August Schmiemann (1846–1927), Bildhauer
- Lothar Engelbert Schücking (1873–1943), Jurist, Schriftsteller, Politiker, Pazifist und Heimatforscher
- Paulus Modestus Schücking (1787–1867), Richter, Amtmann, Philosoph und Literat
- Levin Schücking (1814–1883), Schriftsteller und Journalist
- Levin Ludwig Schücking (1878–1964), Anglist und Shakespeareforscher
- Walther Schücking (1875–1935), Politiker, Völkerrechtler, Pazifist und Richter am Ständigen Internationalen Gerichtshof in Den Haag
- Harald Sievers (* 1975), Politiker, Landrat des Landkreises Ravensburg
- Julius Smend (1857–1930), Theologe
- Bernhard Sökeland (1797–1845), Philologe und Historiker
- Anton Matthias Sprickmann (1749–1833), Schriftsteller und Jurist
- Rudolph Sprickmann Kerkerinck (1848–1905), Bürgermeister der Stadt Rheine
- Regina Tiedeken, Kostümbildnerin
- Hans Tietmeyer (1931–2016), Volkswirt
- Hermann Tulichius (um 1486–1540), evangelischer Theologe, Pädagoge und Reformator
- Ernst Friedrich von Twickel (1683–1734), Priester, Diplomat, hochrangiger Beamter und Weihbischof in Hildesheim
- Max Georg Freiherr von Twickel (1926–2013), Weihbischof im Bistum Münster
- Jan Vahrenhold (* 1973), Informatiker
- Benedikt Waldeck (1802–1870), Politiker
- Anton Karl Welter (1801–1878), Jurist und Politiker
- Wilhelm Wenker (1874–1956), römisch-katholischer Pfarrer
- Ferdinand Werne (1800–1874), Philhellene, Diplomat und Forschungsreisender
- Ludger Westrick (1894–1990), Unternehmer und Politiker
- Christian Hermann Wienenbrügge (1813–1851), Pfarrer, Religionslehrer und Dichter
- Rudolf Wildermann (1864–1926), katholischer Geistlicher, Lehrer und Politiker
- Martin M. Winkler (* 1952), deutschamerikanischer Klassischer Philologe, Klassischer Altertumswissenschaftler und Medienhistoriker
- Claus Werning (* 1938), Internist und Hochschulprofessor

## Bekannte Lehrer
- Martin Arndt (* 1949 in Bünde) ist ein deutscher Wissenschaftsautor
- Peter Michael Brillmacher (1542–1595), Jesuit
- Johann Heinrich Brockmann (1767–1837), römisch-katholischer Theologe, Geistlicher und Hochschullehrer
- Franz Darpe (1842–1911), Gymnasialprofessor, Philologe und Historiker
- Carlo Dürselen (1926–2006), Bildhauer
- Gottfried Heine (1849–1917), Lehrer, Musiker und Autor
- Clemens-August von Droste zu Hülshoff (1793–1832), Professor für Rechtsphilosophie, Kirchenrecht und Kriminalrecht sowie Rektor der Universität Bonn
- Johann Glandorp (1501–1564), Humanist, Pädagoge, Dichter, evangelischer Theologe und Reformator
- Friedrich Wilhelm Grimme (1827–1887), Schriftsteller, Schulleiter, Heimatdichter und Botaniker
- Hans von Geisau (1889–1972), Altphilologe und Gymnasiallehrer
- Georg Hermes (1775–1831), römisch-katholischer Theologe und Philosoph
- Franz Homoet (1896–1971), Landschafts-, Marine-, Genre- und Figurenmaler und Kunsterzieher
- Josef Horlenius (um 1460–1521), Humanist und Poet
- Wilhelm Junkmann (1811–1886), HochschulLehrer, Historiker, Schriftsteller und Politiker
- Johann Heinrich Kalthoff (1803–1839), Hebraist, Pädagoge und Hochschullehrer
- Hermann von Kerssenbrock (1519–1585), Rektor des Gymnasiums Paulinum
- Johann Hyacinth Kistemaker (1754–1834), Theologe und Pädagoge, Rektor des Gymnasiums Paulinum
- Claudius Lacroix (1652–1714), Jesuit
- Hermann Landois (1835–1905), Zoologieprofessor
- Jacob Montanus (vor 1470–nach 1534), evangelischer Theologe, Humanist und Reformator
- Johannes Murmellius (1480–1517), Gelehrter, Philologe, Dichter und Humanist
- Hermann Ludwig Nadermann (1778–1860), römisch-katholischer Priester, Pädagoge und Kirchenlieddichter
- Johannes Oberdick (1835–1903), Klassischer Philologe, Direktor 1877–1882
- Clemens Perger (1816–1910), römisch-katholischer Theologe, Lehrer und Politiker
- Johann Pering (um 1480–nach 1541), Humanist und Lehrer
- Joseph Plassmann (1859–1940), Astronom
- Nicolaus Schaten (1608–1676), Jesuit und Historiker
- Johann Heinrich Schmülling (1774–1851), römisch-katholischer Theologe, Geistlicher und Hochschullehrer
- Bernhard Sökeland (1797–1845), Philologe und Historiker
- Alfred Stephany (1899–1975), Pädagoge, Altphilologe, Direktor 1939–1945
- Karl Weierstraß (1815–1897), Mathematiker
- Kaspar Zumkley (1732–1794), Jesuit und Pädagoge